# Vanessa Vidal
Vanessa Vidal (* 21. Dezember 1974 in Saint-Jean-de-Maurienne) ist eine ehemalige französische Skirennläuferin. Sie war auf die Disziplinen Slalom und Riesenslalom spezialisiert.

## Biografie
Die zwei Jahre ältere Schwester von Jean-Pierre Vidal begann ihre Karriere mit Einsätzen bei FIS-Rennen und im Europacup. Am 12. März 1995 konnte sie erstmals Weltcuppunkte gewinnen, als 23. des Riesenslaloms von Lenzerheide. Sie etablierte sich im Mittelfeld, ohne jedoch mit herausragenden Leistungen aufzufallen, weshalb sie mehrmals von den Trainern in den Europacup zurückgestuft wurde. Die Europacup-Saison 1998/99 beendete sie als Zweite der Slalomwertung.
Erst Ende Dezember 1999 gelang Vidal ein Weltcup-Ergebnis unter den besten zehn. Beim Weltcup-Finale in Bormio erzielte sie am 13. März 2000 das beste Ergebnis ihrer Karriere, als sie im Slalom Vierte wurde. Über den ganzen Winter gesehen war sie die siebtbeste Slalomläuferin der Welt. Weitere Top-10-Klassierungen folgten in der Saison 2000/01 und 2001/02. Bei den Olympischen Winterspielen 2002 fuhr sie im Slalom auf den siebten Platz. Weitere Topergebnisse blieben in den darauf folgenden Jahren aus.
Im November 2007 musste Vidal ihre Sportkarriere beenden. Beim Training in Nakiska in Kanada klagte sie plötzlich über heftige Schmerzen im Brustbereich. Sie musste notfallmäßig nach Calgary ins Krankenhaus überführt werden, wo die Ärzte eine lebensgefährliche Lungenembolie diagnostizierten.

## Erfolge

### Olympische Spiele
- Salt Lake City 2002: 7. Slalom
- Turin 2006: 26. Slalom

### Weltmeisterschaften
- Sestriere 1997: 25. Slalom
- Bormio 2005: 17. Slalom
- Åre 2007: 32. Slalom

### Juniorenweltmeisterschaften
- Geilo/Hemsedal 1991: 9. Riesenslalom, 25. Slalom
- Monte Campione 1993: 8. Slalom

### Weltcup
- Saison 1999/2000: 7. Slalomwertung
- 14 Platzierungen unter den besten zehn

### Europacup
- Saison 1998/99: 2. Slalomwertung
- 5 Podestplätze (Einzelergebnisse erst ab 1994/95 verfügbar)

### Weitere Erfolge
- 2 französische Meistertitel (Kombination 1997 und Slalom 2006)
- 22 Siege bei FIS-Rennen (Ergebnisse erst ab 1994/95 verfügbar)